# Michael Seamon
Michael Seamon (ur.  1960) – amerykański brydżysta, World Life Master (WBF).

## Wyniki brydżowe

### Zawody światowe
W światowych zawodach zdobył następujące lokaty:
| Mistrzostwa Świata. Konkurencja teamów | Mistrzostwa Świata. Konkurencja teamów | Mistrzostwa Świata. Konkurencja teamów | Mistrzostwa Świata. Konkurencja teamów | Mistrzostwa Świata. Konkurencja teamów | Mistrzostwa Świata. Konkurencja teamów |
| Rok                                    | Miejsce                                | Zawody                                 | Kategoria                              | Drużyna                                | Pozycja                                |
| -------------------------------------- | -------------------------------------- | -------------------------------------- | -------------------------------------- | -------------------------------------- | -------------------------------------- |
| 2014                                   | Sanya                                  | 14. Seria Mistrzostw Świata            | Open                                   | Cayne                                  | 55                                     |
| 2014                                   | Sanya                                  | 14. Seria Mistrzostw Świata            | Miksty                                 | Moss                                   | 5                                      |
| 2013                                   | Nusa Dua                               | 41. Mistrzostwa Świata Teamów          | Trans                                  | Gordon                                 | 1                                      |
| 2011                                   | Veldhoven                              | 40. Mistrzostwa Świata Teamów          | Trans                                  | Mahaffey                               | 9                                      |
| 2010                                   | Filadelfia                             | 13. Seria Mistrzostw Świata            | Miksty                                 | Gordon                                 | 17                                     |
| 2010                                   | Filadelfia                             | 13 Seria Mistrzostw Świata             | Open                                   | Cayne                                  | 9                                      |
| 2006                                   | Werona                                 | 12 Mistrzostwa Świata                  | Open                                   | Spector                                | 97                                     |
| 2001                                   | Paryż                                  | 35. Mistrzostwa Świata Teamów          | Trans                                  | Brachman                               | 1                                      |
| 2000                                   | Southampton                            | 34. Mistrzostwa Świata Teamów          | Trans                                  | Brachman                               | 5                                      |
| 1998                                   | Lille                                  | 10. Mistrzostwa Świata                 | Open                                   | Ekeblad                                | 17                                     |
| 1997                                   | Hammamet                               | 33. Mistrzostwa Świata Teamów          | Trans                                  | Ekeblad                                | 34                                     |
| 1994                                   | Albuquerque                            | 9 Mistrzostwa Świata                   | Open                                   | Seamon                                 | 9                                      |
| 1990                                   | Genewa                                 | 8 Mistrzostwa Świata                   | Open                                   | Moss                                   | 2                                      |

| Mistrzostwa Świata. Konkurencja par | Mistrzostwa Świata. Konkurencja par | Mistrzostwa Świata. Konkurencja par | Mistrzostwa Świata. Konkurencja par | Mistrzostwa Świata. Konkurencja par | Mistrzostwa Świata. Konkurencja par |
| Rok                                 | Miejsce                             | Zawody                              | Kategoria                           | Partner                             | Pozycja                             |
| ----------------------------------- | ----------------------------------- | ----------------------------------- | ----------------------------------- | ----------------------------------- | ----------------------------------- |
| 2014                                | Sanya                               | 14. Seria Mistrzostw Świata         | Miksty                              | Sylvia Moss                         | 120                                 |
| 2010                                | Filadelfia                          | 13. Mistrzostwa Świata              | Open                                | Jimmy Cayne                         | 78                                  |
| 2010                                | Filadelfia                          | 13. Mistrzostwa Świata              | Miksty                              | Sheila Ekeblad                      | 29                                  |
| 2006                                | Werona                              | 12. Mistrzostwa Świata              | Miksty                              | Sheila Ekeblad                      | 96                                  |
| 2006                                | Werona                              | 12. Mistrzostwa Świata              | Open                                | Warren Spector                      | 218                                 |
| 2002                                | Montreal                            | 11. Mistrzostwa Świata              | Open                                | Mike Passell                        | 32                                  |

## Klasyfikacja
- Michael Seamon – klasyfikacja WBF (ang.)